# Moleculaire klok

Moleculaire evolutie van bamboesoorten. De kruidachtige bamboesoorten (Orylae), hebben een hoge mutatiesnelheid en evolueren sneller dan andere bamboesoorten.

De moleculaire klok is een term voor de evolutiebiologische techniek die gegevens van fossielen en van de snelheid van moleculaire evolutie gebruikt om af te leiden wanneer in de geologische tijdschaal twee soorten of andere taxa divergeerden. De moleculaire klok wordt bijvoorbeeld gebruikt om het moment soortvorming en adaptieve radiatie in te schatten. Deze methode werd door Emile Zuckerkandl en Linus Pauling in 1963 voorgesteld.
De voor deze berekeningen gebruikte moleculaire gegevens zijn gewoonlijk sequenties van aminozuren in eiwitten of sequenties van nucleotiden in DNA of RNA. Hoe langer geleden de divergentie heeft plaatsgevonden, hoe meer mutaties zijn opgetreden. Een probleem hierbij is dat niet altijd bekend is wat de snelheid van optreden van mutaties is; deze moet worden ingeschat.